# 다니엘러 판 더 동크
다니엘러 판 더 동크(네덜란드어: Daniëlle van de Donk, 1991년 8월 5일 ~ )는 네덜란드의 여자 축구 선수이다. 포지션은 미드필더이며, 현재 올랭피크 리옹 페미닌 소속이다.

## 클럽 경력
2008년에 에레디비시 프라우언 소속 클럽인 빌럼 II 소속으로 데뷔했으며 2011년에 VVV 펜로로 이적했다. 2012년에 PSV/FC 에인트호번으로 이적했고 2015년 6월에는 스웨덴 다말스벤스칸 소속 클럽인 코파르베리/예테보리 FC로 이적했다. 2015년 11월에는 잉글랜드 FA 여자 슈퍼리그 소속 클럽인 아스널 WFC로 이적했다. 2021년 6월에는 디비지옹 1 페미닌 소속 클럽인 리옹으로 이적했다.

## 국가대표 경력
2010년 12월 15일에 열린 멕시코와의 친선 경기에서 데뷔했으며 2차례의 UEFA 유럽 여자 축구 선수권 대회(2013년, 2017년)에 참가해 2017년 우승을 거두었고, 2차례의 FIFA 여자 월드컵(2015년, 2019년)에 참가해 2019년 준우승을 했다.

## 수상

### 클럽
VVV 펜로
- KNVB 여자컵 1회 준우승 (2012)

PSV/FC 에인트호번
- KNVB 여자컵 1회 준우승 (2014)

아스널
- FA 여자컵 1회 우승 (2015-16)
- FA 여자 리그컵 2회 우승 (2017-18, 2018-19)

### 국가대표
- UEFA 여자 유로 2017 우승
- 2019년 FIFA 여자 월드컵 준우승